# Rhyacophila manipuri
Rhyacophila manipuri är en nattsländeart som beskrevs av Schmid 1970. Rhyacophila manipuri ingår i släktet Rhyacophila och familjen rovnattsländor. Inga underarter finns listade i Catalogue of Life.